# Waiting for Phil
Waiting for Phil er en kortfilm fra 2012 instrueret af Jeanette Nordahl efter manuskript af Tommy Oksen.

## Handling
Bedemanden Phil må pludselig forholde sig til sin egen sorg, da hans kone Julianne dør. Med sorgen følger også et møde med den sønderknuste datter Sarah, som Phil ikke har forholdt sig til i mange år.